# Danslåt för yttrandefrihet
Danslåt för yttrandefrihet är en låt av det svenska proggbandet Hoola Bandoola Band, skriven av medlemmen Mikael Wiehe. Låten 
var släppt på albumet På väg från 1973. Den var även med på CD-versionen av samlingsalbumet Hoola Bandoola Band 1971 - 1976.
"Danslåt för yttrandefrihet" skrevs i tonarten G dur.
Låtens text handlar om att stödja Folket i Bild/Kulturfront genom att prenumerera på tidningen. Det viktiga var att det måste finnas en röst som Folket i Bild/Kulturfront, eftersom Jan Guillou och Peter Bratt hade erbjudit de stora tidningar sitt material – men blivit refuserade "i namnet av rikets säkerhet". Detta är ett utmärkt exempel på hur Hoola Bandoola Band väver samman musik och politik och sätter in låtarna i nya sammanhang.